# Othmar Hackl
Othmar Hackl (* 26. Januar 1932 in Traunstein; † 18. Dezember 2013 in Freiburg im Breisgau) war ein deutscher Militärhistoriker und Brigadegeneral a. D. Er war von 1976 bis 1985 Amtschef des Militärgeschichtlichen Forschungsamtes.

## Leben
Hackl wurde in Oberbayern geboren. Er studierte Geschichte, klassische Philologie und Philosophie an der Ludwig-Maximilians-Universität München und wurde dort 1959 bei Alexander Schenk Graf von Stauffenberg an der Philosophischen Fakultät mit der Dissertation Die sogenannte servianische Heeresreform zum Dr. phil. promoviert. Ab 1951 war Othmar Hackl Mitglied der katholischen Studentenverbindung KDStV Aenania München im CV und später wurde er noch Mitglied der AV Salia-Silesia Gleiwitz im CV.
Beförderungen
- 1960 Leutnant
- 1961 Oberleutnant
- 1964 Hauptmann
- 1967 Major
- 1971 Oberstleutnant
- 1974 Oberst
- 1985 Brigadegeneral

1958 trat er in das I. Artillerieregiment / Feldartilleriebataillon 41 des Heeres der Bundeswehr in Landshut ein. 1959/60 besuchte er die Heeresoffizierschule III in München und die Artillerieschule der Bundeswehr in Idar-Oberstein. Danach wurde er als Vermessungsoffizier, Zugführer und Batteriechef bei der Raketen- und der Gebirgsartillerie in Ingolstadt und Landsberg am Lech eingesetzt.
Von 1965 bis 1967 besuchte er den 8. Generalstabslehrgang Heer an der Führungsakademie der Bundeswehr in Hamburg. Im Anschluss war er G2 und G1 in der 4. Panzergrenadierdivision in Regensburg. 1971/72 war er Referent im Führungsstab der Streitkräfte III 6 und im Führungsstab des Heeres III 1 in Bonn. 1972 wurde er Dozent für Wehrgeschichte an der Führungsakademie der Bundeswehr in Hamburg. 1975 übernahm er das stellvertretende Kommando der Panzergrenadierbrigade 17 in Hamburg. Von 1976 bis 1985 war Othmar Hackl im Range eines Obersts i. G. Amtschef des Militärgeschichtlichen Forschungsamts (MGFA) der Bundeswehr.
Am 31. März 1989 ging er als Brigadegeneral und stellvertretender Kommandeur der 2. Panzergrenadierdivision in Kassel in Ruhestand. 
Hackl hat zahlreiche Publikationen zur Militärgeschichte veröffentlicht. Er war Mitherausgeber (Werner Hahlweg, Johann Christoph Allmayer-Beck, Hans Bleckwenn, Dermot Bradley, Charles B. Burdick und Walter Schaufelberger) der 1973 begründeten Studien zur Militärgeschichte, Militärwissenschaft und Konfliktsforschung im Biblio Verlag. Er war Mitglied der Clausewitz-Gesellschaft.
Hackl war verheiratet und Vater von zwei Kindern.

## Auszeichnungen
- 1982: Ehrenkreuz der Bundeswehr in Gold
- 1985: Bundesverdienstkreuz am Bande

## Schriften (Auswahl)
- (Hrsg. mit Friedrich Forstmeier, Wolfgang von Groote, Hans Meier-Welcker, Manfred Messerschmidt): Handbuch zur deutschen Militärgeschichte, 1648–1939. 6 Bände, Militärgeschichtliches Forschungsamt, Bernard und Graefe, München 1979/81.
- Rangliste der Königlich Bayerischen Armee für das Jahr 1811 (= Bibliotheca rerum militarium, Band 48). Neudruck der Ausgabe 1811, Biblio-Verlag, Osnabrück 1982, ISBN 3-7648-1272-9.
- Die Vorgeschichte, Gründung und frühe Entwicklung der Generalstäbe Österreichs, Bayerns und Preußens. Ein Überblick. Biblio-Verlag, Osnabrück 1997, ISBN 3-7648-2489-1.
- Generalstab, Generalstabsdienst und Generalstabsausbildung in der Reichswehr und Wehrmacht 1919–1945. Studien deutscher Generale und Generalstabsoffiziere in der Historical Division der US Army in Europa 1946–1961. Biblio-Verlag, Osnabrück 1999, ISBN 3-7648-2551-0.
- Der Bayerische Generalstab (1792–1919) (= Schriftenreihe zur bayerischen Landesgeschichte, Band 122). C. H. Beck, München 1999, ISBN 3-406-10703-6.
- Die Generalstabsausbildung des Heeres vom Sommer 1944 bis Frühjahr 1945. Biblio-Verlag, Bissendorf 2001, ISBN 3-7648-2305-4.